# Glenea transversefasciata
Glenea transversefasciata é uma espécie de escaravelho da família Cerambycidae. Foi descrita por Karl-Ernst Hüdepohl em 1996.